# Per Collinder
Per Arne Collinder (* 22. Mai 1890 in Sundsvall; † 6. Dezember 1975 in Uppsala) war ein schwedischer Astronom.
Collinder arbeitete am Observatorium von Lund. Mit seiner Dissertation von 1931 veröffentlichte er eine fundamentale Arbeit über die Struktur von Offenen Sternhaufen und deren räumliche Verteilung in der Galaxis (On the Structural Properties of Galactic Open Clusters and Their Spatial Distribution). Das Werk enthält eine Liste von 471 offenen Sternhaufen, die heute als Collinder-Katalog bekannt ist. Darüber hinaus veröffentlichte er einen Band zur Geschichte der Nautik sowie Arbeiten zur Geschichte der Astronomie in Schweden.
Collinder war zweimal verheiratet. Mit seiner ersten Frau hatte er vier Kinder.